# Championnat de Croatie de football 2019-2020
Navigation
Saison 2018-2019 Saison 2020-2021
La saison 2019-2020 de Prva Liga est la vingt-neuvième édition de la première division croate. La saison régulière prend place du 19 juillet 2019 au 17 mai 2020, suivi d'un barrage de relégation opposant l'avant-dernier du champion au deuxième de deuxième division.
Les dix meilleurs clubs du pays sont regroupés au sein d'une poule unique où ils s'affrontent à quatre reprises, deux fois à domicile et à l'extérieur, pour un total de 180 matchs. Le tenant du titre est le Dinamo Zagreb.
En fin de saison, le premier au classement est sacré champion de Croatie et se qualifie directement pour le deuxième tour de qualification de la Ligue des champions 2020-2021. Le deuxième de championnat se qualifie aussi pour ce tour de qualification. Le vainqueur de la Coupe de Croatie 2019-2020 est quant à lui qualifié pour le troisième tour de qualification de la Ligue Europa 2020-2021, tandis que les troisième et quatrième du championnat se qualifient pour le deuxième tour de qualification. La place du vainqueur de la Coupe peut être réattribuée au troisième du championnat si celui-ci est déjà qualifié pour une compétition européenne par le biais du championnat, rendant la cinquième place également qualificative. Dans le même temps, le dernier du classement est directement relégué en deuxième division tandis que l'avant-dernier doit disputer un barrage de relégation face au deuxième de cette même division.
Le championnat connaît une suspension début mars en raison de la pandémie de Covid-19 ; la compétition reprend le 5 juin 2020.
Le Dinamo Zagreb est sacré champion, assurant son titre à six journées de la fin à l'issue de la trentième manche.

## Participants
Un total de dix équipes participent au championnat, neuf d'entre elles étant déjà présentes la saison précédente, auxquelles s'ajoute l'NK Varaždin, promu de deuxième division qui remplace l'NK Rudeš, relégué lors de la dernière édition.
Parmi ces clubs, quatre d'entre eux n'ont jamais quitté le championnat depuis sa fondation en 1992 : le Dinamo Zagreb, l'Hajduk Split, le NK Osijek et l'HNK Rijeka. En dehors de ceux-là, le Slaven Belupo évolue continuellement dans l'élite depuis 1996 tandis que l'Istra 1961 et le Lokomotiva Zagreb sont présents depuis 2009.
Légende des couleurs
- Deuxième tour de qualification pour champions de la Ligue des champions 2019-2020
- Troisième tour de qualification de la Ligue Europa 2019-2020
- Deuxième tour de qualification de la Ligue Europa 2019-2020
- Premier tour de qualification de la Ligue Europa 2019-2020
- Promu de deuxième division

| Club              | Se maintient depuis | Classement 2018-2019 | Entraîneur       | Stade                  | Capacité théorique |
| ----------------- | ------------------- | -------------------- | ---------------- | ---------------------- | ------------------ |
| Dinamo Zagreb     | 1992                | 1                    | Nenad Bjelica    | Stade Maksimir         | 38 079             |
| HNK Rijeka        | 1992                | 2                    | Matjaž Kek       | Stade Rujevica         | 8 274              |
| NK Osijek         | 1992                | 3                    | Zoran Zekić      | Stade Gradski vrt      | 22 050             |
| Hajduk Split      | 1992                | 4                    | Željko Kopić     | Stade de Poljud        | 34 448             |
| HNK Gorica        | 2018                | 5                    | Sergej Jakirović | Stade Radnik           | 5 000              |
| Lokomotiva Zagreb | 2009                | 6                    | Goran Tomić      | Stade Kranjčević       | 8 850              |
| Slaven Belupo     | 1996                | 7                    | Željko Kopić     | Stade Gradski          | 3 134              |
| Inter Zaprešić    | 2015                | 8                    | Samir Toplak     | Stade ŠRC Zaprešić     | 5 228              |
| Istra 1961        | 2009                | 9                    | Darko Raić-Sudar | Stade Aldo Drosina     | 8 923              |
| NK Varaždin       | 2019                | 1 (D2)               | Borimir Perković | Stade Anđelko Herjavec | 10 800             |

1. 1 2 3 4  On ne peut pas exactement parler de promotion pour ce club puisqu'il a directement rejoint la première division dès 1992, date de création du championnat. Depuis cette date, il n'a jamais connu de relégation.

## Compétition

### Classement
Le classement est établi sur le barème de points classique (victoire à 3 points, match nul à 1, défaite à 0). Pour départager les égalités, on tient d'abord compte des points en confrontations directes, puis de la différence de buts en confrontations directes, puis de la différence de buts générale, puis du nombre de buts marqués et enfin du nombre de point de fair-play.